# Дейв Матюс Бенд
„Дейв Матюс Бенд“ (Dave Matthews Band), понякога изписвана само като ДМБ (DMB), е американска рок група, сформирана в Шарлътсвил, щата Вирджиния, през 1991 година. Основатели на групата са певецът, китаристът и авторът на музика и текст Дейв Матюс, бас китаристът Стефан Лесар, барабанистът и беквокалистът Картър Бофорд и саксофонистът Лирой Мор. Бойд Тинсли е добавен към състава като цигулар скоро след образуването на бандата. Мор умира внезапно през август 2008 г. след усложнения, породени от моторен инцидент с бъги. След него, мястото му е заето от носителя на „Грами“ Джеф Кофин, който е член на „Бела Флек енд Флектонс“. Рашон Рос и Тим Рейнолдс също участват по време на турнетата на групата. Музикантите в ДМБ формират звученето си под влиянието на разнообразни жанрове, включително джаз, класическа музика, соул, рок, блуграс и хип-хоп. Това води до създаване на разнородна фенска маса. По данни от 2010 година, групата е продала по целия свят около 30 – 40 млн. копия от записите си.
|  | Тази страница частично или изцяло представлява превод на страницата Dave Matthews Band в Уикипедия на английски. Оригиналният текст, както и този превод, са защитени от Лиценза „Криейтив Комънс – Признание – Споделяне на споделеното“, а за съдържание, създадено преди юни 2009 година – от Лиценза за свободна документация на ГНУ. Прегледайте историята на редакциите на оригиналната страница, както и на преводната страница, за да видите списъка на съавторите. ВАЖНО: Този шаблон се отнася единствено до авторските права върху съдържанието на статията. Добавянето му не отменя изискването да се посочват конкретни източници на твърденията, които да бъдат благонадеждни. |